# Max Vollkommer
Max Vollkommer (* 23. September 1931 in Kaiserslautern; † 23. Februar 2025 in Uttenreuth) war ein deutscher Jurist und Hochschullehrer. Er war insbesondere im Bereich des Zivilprozessrechts tätig und setzte mit seinen wissenschaftlichen Arbeiten sowie Kommentierungen maßgebliche Akzente in der Rechtswissenschaft.

## Leben und Wirken
Vollkommer studierte nach dem Abitur ab 1951 zunächst  Naturwissenschaften in Ingolstadt und München, bevor er zur Rechtswissenschaft wechselte und an der Ludwig-Maximilians-Universität München studierte. 1956 legte er die Erste Juristische Staatsprüfung ab. Anschließend erhielt er ein Stipendium für die Universität Oxford, wo er sich 1957/1958 mit dem englischen Gerichtsverfassungs- und Prozessrecht beschäftigte.
Während seines Referendariats arbeitete er von 1958 bis 1961 als Wissenschaftlicher Assistent bei Rudolf Pohle und wurde 1960 mit einer Dissertation über die freiwillige Gerichtsbarkeit im englischen Recht promoviert. Nach dem Zweiten Juristischen Staatsexamen im Jahr 1962 setzte er seine wissenschaftliche Laufbahn an der Harvard Law School fort.
1963 trat Vollkommer in den Justizdienst ein und wurde schließlich Vorsitzender Richter am Landgericht München I. Parallel dazu arbeitete er weiterhin wissenschaftlich und habilitierte sich mit einer Arbeit zur Bedeutung von „Formenstrenge und prozessualer Billigkeit“ im Zivilprozess.
1973 folgte seine Berufung zum ordentlichen Professor an die Philipps-Universität Marburg. 1980 wechselte er an die Friedrich-Alexander-Universität Erlangen-Nürnberg, wo er 1984/1985 als Dekan der Juristischen Fakultät amtierte. Auch nach seiner Emeritierung im Jahr 1999 blieb er der Fakultät und der Rechtswissenschaft eng verbunden, hielt weiterhin Vorlesungen und veröffentlichte zahlreiche Fachbeiträge.

### Wissenschaftliches Werk
Vollkommer beschäftigte sich intensiv mit dem deutschen und internationalen Zivilprozessrecht. Seine Arbeiten prägten unter anderem die Diskussion über die Reform des Zivilverfahrensrechts in Deutschland. Ein besonderer Schwerpunkt lag auf der Rechtsmittelpraxis sowie der Haftung von Rechtsanwälten.
Er verfasste zahlreiche Bücher, Abhandlungen und Kommentare. Besonders hervorzuheben sind:
- Dissertation zur freiwilligen Gerichtsbarkeit im englischen Recht (1960)
- Habilitationsschrift über „Formenstrenge und prozessuale Billigkeit“ (1971)
- Das Lehr- und Studienbuch zum Anwaltshaftungsrecht (1989, 2. Auflage 2003)
- Kommentierungen zur Zivilprozessordnung im Standardkommentar Zöller (seit 1974) sowie zum Bürgerlichen Gesetzbuch im Jauernig-Kommentar

### Einfluss und Vermächtnis
Vollkommers Arbeiten hatten nachhaltigen Einfluss auf die Rechtswissenschaft und Praxis. Seine präzisen Analysen, sein stilistischer Ausdruck und sein Einsatz für eine gerechte Justiz wurden von Kollegen, Schülern und Praktikern geschätzt.
Sein wissenschaftliches Werk prägte nicht nur die theoretische Debatte, sondern bot auch praxisnahe Lösungen für Richter und Rechtsanwälte. Insbesondere seine Kommentierungen zur Zivilprozessordnung fanden breite Anwendung und sind bis heute ein fester Bestandteil der juristischen Ausbildung und Praxis.

## Schriften (Auswahl)
- Formenstrenge und prozessuale Billigkeit. Dargestellt am Beispiel der prozessualen Schriftform; zur Überwindung des Formformalismus in der Rechtsprechung. Beck, München 1971, ISBN 3-406-02915-9 (zugleich Habilitationsschrift).
- Die Stellung des Anwalts im Zivilprozeß. Anwaltszwang, Anwaltsverschulden, Anwaltsfunktion. O. Schmidt, Köln 1984, ISBN 3-504-47054-2.
- Anwaltshaftungsrecht. Beck, München 1989, ISBN 3-406-33899-2 (2. Auflage 2003 mit Jörn Heinemann).
- Kommentierungen in Zöller, Zivilprozessordnung (11. Auflage 1974 – 31. Auflage 2016).
- Kommentierungen in Jauernig, Bürgerliches Gesetzbuch (1. Auflage 1979 – 10. Auflage 2003).